# Hylister chimaera
Hylister chimaera is een haft uit de familie Leptophlebiidae. De wetenschappelijke naam van de soort is voor het eerst geldig gepubliceerd in 2008 door Kluge.
De soort komt voor in het Neotropisch gebied.